# Why Do Fools Fall in Love? (canción)
«Why do fools fall in love?» es el sencillo debut de la banda estadounidense de rock and roll Frankie Lymon & The Teenagers, lanzado el 10 de enero de 1956. 
En Estados Unidos alcanzó el número uno en la lista R&B chart, el número seis en la lista Billboard Pop Singles, y el número uno en la lista UK Singles Chart del Reino Unido en julio de 1956. Muchas interpretaciones de la canción por otros artistas también han sido éxito en Estados Unidos, incluidas las versiones de The Diamonds (1956), The Beach Boys (1964) y Diana Ross (1981).
Fue incluida en el puesto número 307 de la lista de "las 500 mejores canciones de todos los tiempos" de la revista Rolling Stone publicada en el año 2011.

## Otras versiones
Una de las grabaciones más famosas se encontraba en el lado B del sencillo "Fun, Fun, Fun" de The Beach Boys, este sencillo llegó al puesto número cinco en Billboard, además fue remasterizada varias veces en álbumes de compilación, como en U.S. Singles Collection: The Capitol Years, 1962-1965 de 2008. Ambas canciones del sencillo de The Beach Boys aparecieron en el álbum Shut Down Volume 2. La canción alcanzó el puesto 26 en Cash Box.
"Why Do Fools Fall in Love?" ha sido grabada por muchos artistas, incluyendo a Kenny Rankin, Gale Storm, Marion Ryan, Alma Cogan, Young Son, Voices of Theory, Frankie Valli and The Four Seasons y Joni Mitchell.
Diana Ross también realizó una grabación de esta canción en 1981. Su versión alcanzó el puesto número siete en el Billboard Hot 100, el dos en la lista Billboard Adult Contemporary y número uno en Bélgica y Países Bajos.

### Posicionamiento en listas
| Lista (1981–1982)                      | Máxima posición |
| -------------------------------------- | --------------- |
| Alemania (Offizielle Deutsche Charts)  | 17              |
| Australia (Kent Music Report)          | 15              |
| Bélgica (Flandes) (Ultratop 50)        | 1               |
| Canadá (RPM Adult Contemporary)        | 5               |
| Canadá (RPM Top Singles)               | 17              |
| Estados Unidos (Billboard Hot 100)     | 7               |
| Estados Unidos (Adult Contemporary)    | 2               |
| Estados Unidos (Hot R&B/Hip-Hop Songs) | 6               |
| Estados Unidos (Cash Box Top 100)      | 7               |
| Finlandia (Official Finnish Charts)    | 25              |
| Irlanda (IRMA)                         | 9               |
| Nueva Zelanda (Recorded Music NZ)      | 3               |
| Países Bajos (Dutch Top 40)            | 1               |
| Países Bajos (Mega Single Top 100)     | 1               |
| Reino Unido (UK Singles Chart)         | 4               |
| Suiza (Schweizer Hitparade)            | 9               |